# فرودگاه بین‌المللی کوشیتسه
فرودگاه بین‌المللی کوشیتسه (به انگلیسی: Košice International Airport) (به زبان بومی: Medzinárodné letisko Košice) یک فرودگاه همگانی با کد یاتا KSC است که یک باند فرود آسفالت دارد و طول باند آن ۳۱۰۰ متر است. این فرودگاه در شهر کوشیتسه کشور اسلواکی قرار دارد و در ارتفاع ۲۳۰ متری از سطح دریا واقع شده‌است.

## شرکت‌های هواپیمایی و مقصدهای پروازی
| شرکت‌های هواپیمایی                 | مقصدهای پروازی |
| --------------------------------- | --- |
| ایجین ایرلاینز                    | چارتر فصلی: کورفو، هراکلین، رود                                                                                           |
| آسترین ایرلاینز                   | وین |
| بلغارین ایر چارتر                 | چارتر فصلی: بورگاس، وارنا                                                                                                 |
| چک ایرلاینز                       | ام.آر. استفانیک، بوریسپیل، پراگ رازیون، لئوس جانسیک استراوا                                                               |
| لوت پولیش ایرلاینز                | شوپن ورشو |
| نسما ایرلاینز                     | چارتر فصلی: غردقه |
| اسمارت‌وینگز اجرا توسط تراول سرویس | فصلی: بورگاس، هراکلین، لامتزیا ترمه (آغاز از ۱۶ ژوئن ۲۰۱۷)، پالما د مایورکا (آغاز از ۲۸ ژوئن ۲۰۱۷)، پراگ رازیون، رود      |
| تراول سرویس                       | چارتر فصلی: آنتالیا، بورگاس، کاتانیا-فونتاناروسا، کورفو، گرن کناریا، غردقه، منستیر – حبیب بورقیبه، رود، مادر ترزای تیرانا |
| ترکیش ایرلاینز                    | آتاترک |
| ویز ایر                           | کلن بن، دونکاستر شفیلد رابین‌هود، لوتن لندن، بن گوریون                                                                     |